# داریوش گایفسکی
داریوش گایفسکی (لهستانی: Dariusz Gajewski؛ زادهٔ ۳ دسامبر ۱۹۶۴) کارگردان فیلم و فیلم‌نامه‌نویس اهل لهستان است.
از فیلم‌هایی که وی در آن‌ها نقش داشته است، می‌توان به «آلارم» (۲۰۰۲) اشاره نمود.